# Verna Johnston
Verna Johnston, po mężu McIntosh (ur. 18 marca 1930, zm. 4 kwietnia 2010 w Casterton) – australijska lekkoatletka.

## Kariera

### Początki
Lekkoatletykę uprawiała od 1946 roku.

### Szczytowe lata
W 1948 została wicemistrzynią Australii w skoku w dal z wynikiem 5,59 m przegrywając o 2 centymetry prawo do wyjazdu na igrzyska olimpijskie w Londynie. Podczas tych mistrzostw wywalczyła także brąz w sztafecie 4 × 100 metrów. Na mistrzostwach kraju w 1950 zdobyła srebrne medale w skoku w dal (z wynikiem 5,24 m) oraz w sztafecie 4 × 100 metrów, zajęła także 3. miejsce w biegu na 100 jardów z czasem 10,9 s. W tym samym roku wywalczyła także trzy medale na igrzyskach Imperium Brytyjskiego: złote w sztafetach na 440 (110–220–110) i 660 (220–110–220–110) jardów oraz brązowy w biegu na 100 jardów z czasem 11,1 s. Była także 4. w skoku w dal z wynikiem 5,54 m i 5. w biegu na 220 jardów z czasem 25,3 s. 13 lutego 1950 biegła na trzeciej zmianie sztafety 4 × 110 jardów, która wyrównała wynikiem 47,7 rekord Australii w tej konkurencji. W 1952 została mistrzynią Australii w skoku w dal z wynikiem 5,46 m. Zajęła również 3. miejsce na 220 jardów z czasem 25,5 s. 5 lipca 1952 podczas testowych zawodów w Londynie australijska sztafeta 4 × 110 jardów z Johnston na drugiej zmianie wyrównała wynikiem 46,9 rekord świata na tym dystansie. Dzięki funduszom zebranym przez Western Australian Athletic Association Johnston pojechała na igrzyska olimpijskie 1952, na których wystartowała w sztafecie 4 × 100 m i skoku w dal. Sztafeta z nią w składzie w pierwszej rundzie pobiła rekord świata na tym dystansie, uzyskując czas 46,1 s. W finale Australijki upuściły pałeczkę na ostatniej zmianie i zajęły 5. miejsce z czasem 46,6 s. W kwalifikacjach skoku w dal Johnston zajęła 10. miejsce z wynikiem 5,58 m i zakwalifikowała się do finału, w którym uplasowała się na 8. pozycji z wynikiem 5,74 m. 4 sierpnia 1952 w Londynie, podczas meczu lekkoatletycznego imperium brytyjskie – Stany Zjednoczone australijska sztafeta 4 × 110 jardów w składzie: Shirley Strickland, Verna Johnston, Winsome Cripps i Marjorie Jackson ustanowiła wynikiem 46,3 rekord świata w tej konkurencji.

### Schyłek
W 1953 wykryto u niej mononukleozę zakaźną, która uniemożliwiała jej treningi. Po konsultacjach z trenerem Jackiem Mackeyem 12 stycznia 1954 ogłosiła zakończenie kariery.

### Rekordy życiowe
- bieg na 100 jardów – 10,9 (1950)
- bieg na 100 metrów – 12,2 (1951)
- bieg na 200 metrów – 24,4 (1952)
- skok w dal – 5,93 (1952)

## Życie prywatne
W kwietniu 1954 chłopak zawodniczki, Duncan McIntosh, oświadczył się jej. Ślub odbył się 14 grudnia tegoż roku w kościele metodystów w Claremont. Para poznała się na wakacjach.